# Машина с поддържащи вектори
Машина с поддържащи вектори (на английски: support-vector machine – SVM) е метод за машинно самообучение, който се използва за регресия и класификация. При трениране с дадени примери, целта е да се построи модел, който да може да разпознае нови примери, и да ги причисли към съответния клас. Главната задача на този метод за машинно самообучение е да увеличи разликите между класовете възможно най-много.
Принадлежи към семейството на линейните класификатори и може да се разглежда като частен случай на регуляризацията на Тихонов.